# Schönenberg (Gummersbach)

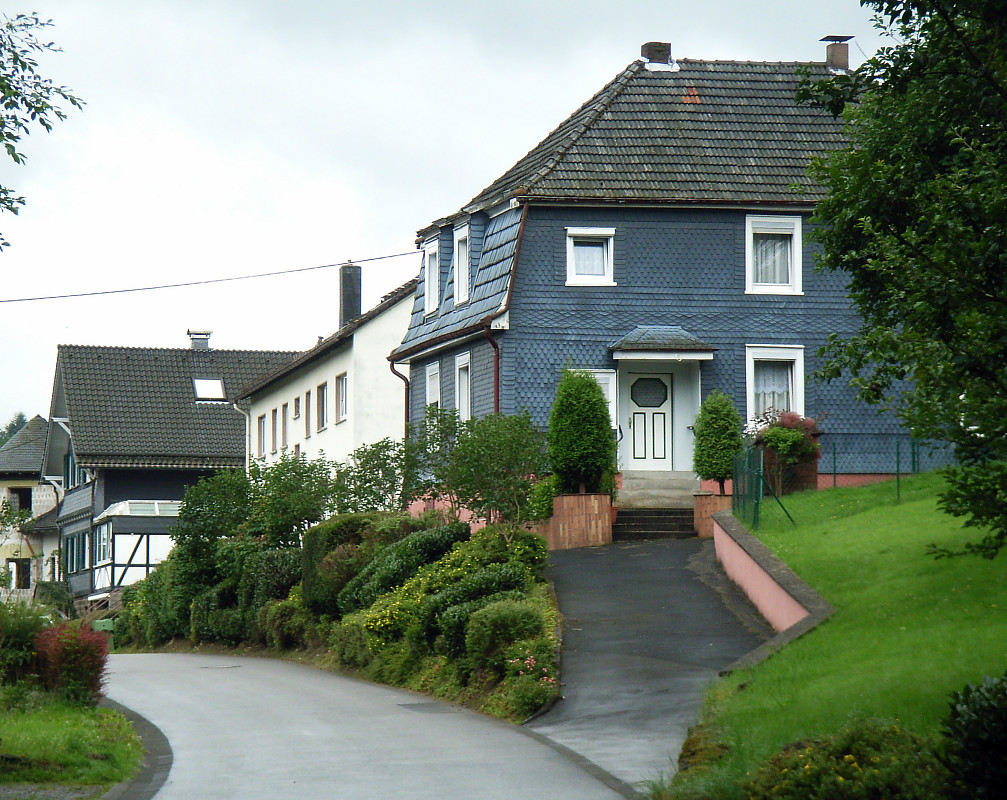
Szene in Schönenberg

Schönenberg ist ein Ortsteil von Gummersbach im Oberbergischen Kreis im südlichen Nordrhein-Westfalen, Deutschland.

## Geographie
Schönenberg liegt ca. 9,9 km vom Stadtzentrum Gummersbach entfernt und grenzt an die Gemeinde Engelskirchen. Nachbarorte sind Oesinghausen im Norden, Osberghausen im Westen, Bünghausen im Osten und Hömel im Süden.

## Wanderweg
Der Wanderweg von Bielstein nach Osberghausen (5,1 km, Wegzeichen Quadrat) durchquert Schönenberg.